# 9-й Київський міжнародний фестиваль короткометражних фільмів
9-й щорічний Київський міжнародний фестиваль короткометражних фільмів проходив у Києві з 5 по 9 серпня 2020 року.

## Журі

### Міжнародний конкурс[1]
- Алехо Франчетті — кінокритик, режисер
- Луца Тот — режисерка
- Наріман Алієв — режисер, сценарист

### Національний конкурс[1]
- Дельфін Жаннере — кінокритик
- Джина Деллабарка — директорка Show Me Shorts[en], віце-голова Short Film Conference
- Кавіч Нінґ — режисер

## Конкурсна програма
| Переможці виділені окремим кольором |

### Міжнародний конкурс[2]

#### Конкурс Поміж слів/світів
| Фільм       | Оригінальна назва | Режисер(и)                                      | Країна(-и) |
| ----------- | ----------------- | ----------------------------------------------- | ---------- |
| На горі     | Sur la montagne   | П'єр-Люк Лятюліп                                | Канада     |
| Каситерит   | Kasiterit         | Ріар Різальді                                   | Індонезія  |
| ЯНДЕРЕ      | YANDERE           | Вільям Лабурі                                   | Франція    |
| Як зникнути | How to Disappear  | Робін Кленґель, Леонард Мюллнер, Міхаель Штумпф | Австрія    |

#### Конкурс Нова спадщина
| Фільм    | Оригінальна назва | Режисер(и)         | Країна(-и)       |
| -------- | ----------------- | ------------------ | ---------------- |
| Мотрійки | Matriochkas       | Беранжер МакНіз    | Бельгія          |
| Укус     | The Bite          | Педро Невес Маркес | Португалія       |
| ТРАДИЦІЯ | TRADITION         | Сосо Бліадзе       | Грузія Німеччина |

#### Конкурс Чи загояться ці рани
| Фільм                | Оригінальна назва    | Режисер(и)                    | Країна(-и)     |
| -------------------- | -------------------- | ----------------------------- | -------------- |
| Станція «Гантсвіл»   | Huntsville Station   | Джеймі Мельцер, Кріс Філіппон | США            |
| Не спи, будь готовий | Stay Awake, Be Ready | Фам Тьєн Ан                   | В'єтнам        |
| Юнак [juˈnʌk]        | Юнак [juˈnʌk]        | Георгій Стамєнов              | Болгарія       |
| Електричний Лебідь   | Electric Swan        | Константіна Котзамані         | Франція Греція |

### Український конкурс
| Фільм                | Оригінальна назва | Режисер(и)          | Країна(-и)      |
| -------------------- | ----------------- | ------------------- | --------------- |
| Цирк                 | —                 | Макс Ксьонда        | Україна         |
| TILIA                | —                 | Тетяна Усова        | Україна         |
| Сурогат              | —                 | Стас Сантімов       | Україна         |
| Метаробота           | —                 | Василь Лях          | Україна         |
| Прибічник            | —                 | Сергій Найда        | Україна         |
| Килим                | —                 | Наташа Кисельова    | Україна         |
| Поки не стане чорним | —                 | Анастасія Фалілеєва | Україна         |
| Врятуй мене, лікарю! | —                 | Дмитро Грешко       | Україна         |
| Колообіг             | —                 | Олексій Радинський  | Україна         |
| MATERNITÉ            | —                 | Наталя Ільчук       | Україна Франція |

## Нагороди
Нагороди були розподілені таким чином:

### Міжнародний конкурс
- Гран-прі: Станція «Гантсвіл», реж. Джеймі Мельцер, Кріс Філіппон  США
- Спеціальний приз: «Не спи, будь готовий», реж. Фам Тьєн Ан  В'єтнам
- Спеціальний приз: «Як зникнути», реж. Робін Кленґель, Леонард Мюллнер, Міхаель Штумпф  Австрія

### Національний конкурс
- Гран-прі: «Килим», реж. Наташа Кисельова  Україна
- Специальный приз: «Метаробота», реж. Василь Лях  Україна
- Приз глядацьких симпатій: «Суррогат», реж. Стас Сантімов  Україна